# Ligne 11 du tramway de Bruxelles (avant 1968)
Pour les articles homonymes, voir Ligne 11.
La ligne 11 est une ancienne ligne du tramway de Bruxelles qui a fonctionné jusqu'au 18 mars 1968.

## Histoire
Elle est supprimée le 18 mars 1968 lors de la cinquième phase de restructuration du réseau de tramway bruxellois, l'intégralité de son itinéraire est repris par les lignes suivantes, :
- la nouvelle ligne 18 entre la place du Trône à Bruxelles et le square Marlow à Uccle
- la nouvelle ligne 92 entre la place Louise et Uccle-Centre ;
- la nouvelle ligne 94 entre la gare de Jette et la place Louise à Bruxelles.